# Ubby 1

Lage

Ubby 1 (auch Dysselodden genannt) ist ein Ganggrab (dänisch Jættestue) der Trichterbecherkultur (TBK) entstanden zwischen 3500 und 2800 v. Chr. am Dyssevej, nahe Ugerløse, westlich von Ubby, auf der dänischen Insel Seeland. Es hat eine auffallend exakt gearbeitete Kammer.
Das Ganggrab liegt in seinem Hügel im Garten eines Hauses. Die Kammer besteht aus neun besonders eng gesetzten Tragsteinen (nahezu ohne Zwischenmauerwerk) und zwei sehr großen Decksteinen. Der erhaltene innere etwa 3,5 m lange Gangbereich besteht aus vier Steinen.
Ganggräber sind Megalithanlagen aus der Jungsteinzeit. Ubby 1 wurde 1845 gefunden, als Lars Eriksen im Hügel grub. Als er den Türstein entfernte, konnte er eine erdfreie Kammer mit Skelettteilen und Steingut betreten. Die Kammer misst 4,1 × 2,6 m. Die Höhe der Kammer beträgt 2,4 Meter, was ungewöhnlich hoch ist. Zwei der Steine sind Zwillingssteine, d. h. zwei Teilstücke desselben Steinblocks. Christian Cornelius Lerche-Lerchenborg (1798–1852) ließ die Kammer schützen.
In der Nähe liegen die Ganggräber Ubby Grønnehøj (65 m entfernt), Ubby Ræverøgel (430 m entfernt) und Ubby 2 (300 m entfernt).